# Hylopedetes
Hylopedetes is een geslacht van rechtvleugeligen uit de familie veldsprinkhanen (Acrididae). De wetenschappelijke naam van dit geslacht is voor het eerst geldig gepubliceerd in 1929 door Rehn.

## Soorten
Het geslacht Hylopedetes omvat de volgende soorten:
- Hylopedetes cruentus Rehn, 1929
- Hylopedetes fuliginosus Rowell & Bentos-Pereira, 2005
- Hylopedetes gemmeus Rehn, 1929
- Hylopedetes mirandus Rehn, 1929
- Hylopedetes nigrithorax Descamps & Rowell, 1978
- Hylopedetes punctatus Rowell & Bentos-Pereira, 2005
- Hylopedetes surdus Descamps & Rowell, 1978